# Afromevesia nigripectus
Afromevesia nigripectus là một loài tò vò trong họ Ichneumonidae.